# Brühl-Palast (Młociny)

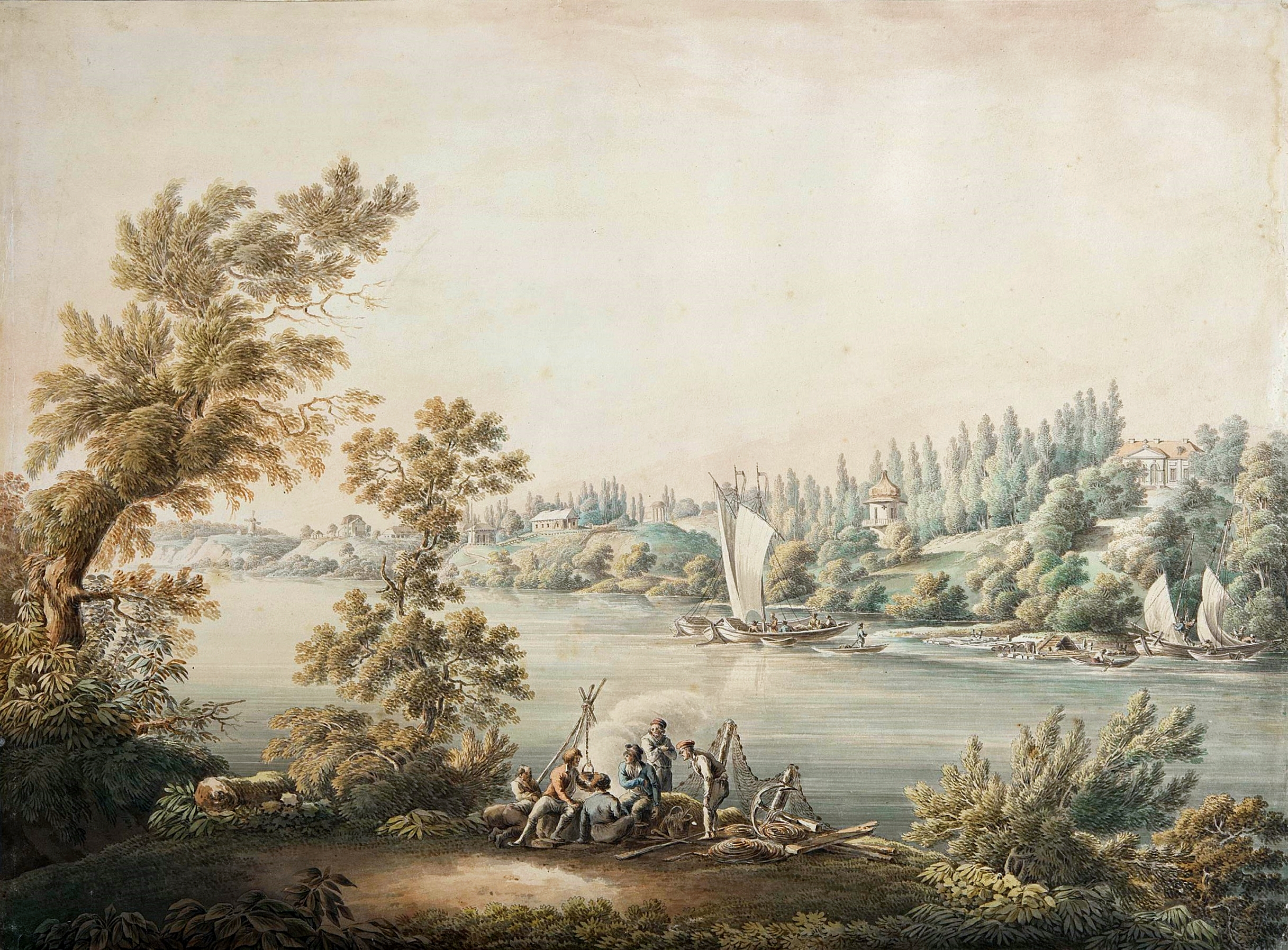
Blick vom ostwärtigen Ufer der Weichsel auf die Gartenseite des Palastes im Jahr 1803

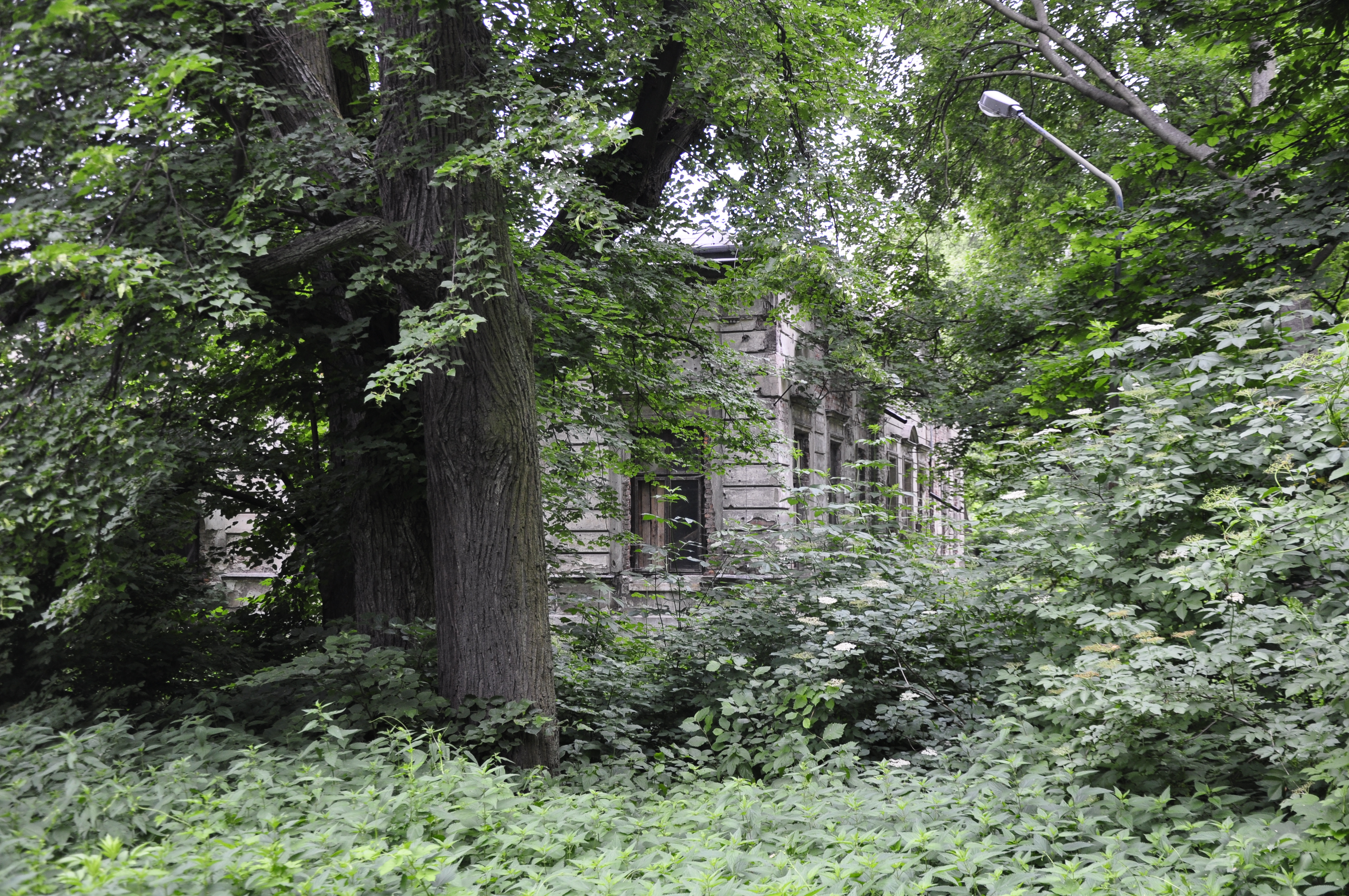
Eingewachsene Rückseite des Palastes (2011)

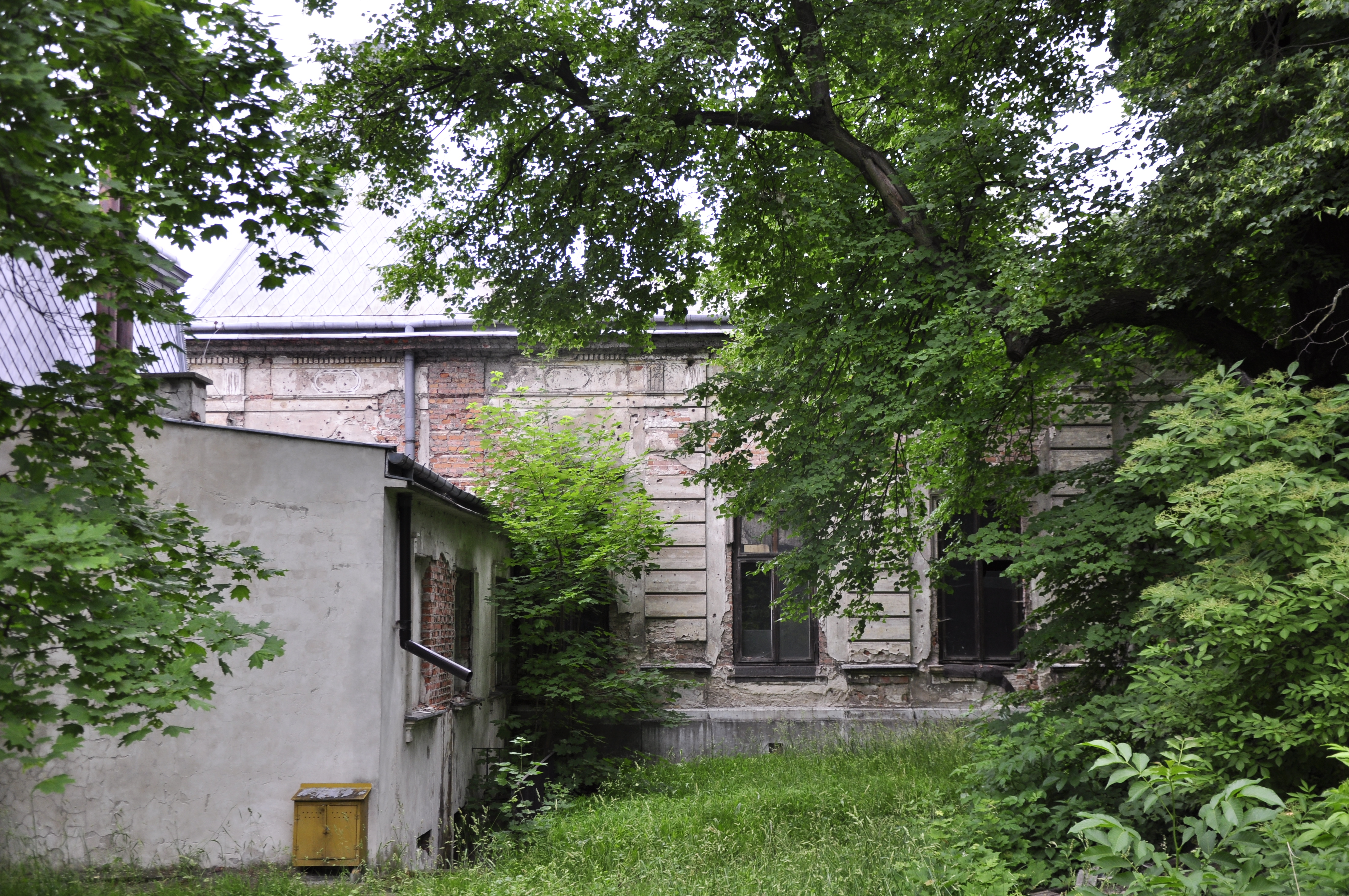
Die südliche Seite des Palastes. Der umlaufende Fries ist großteils abgefallen (2011)

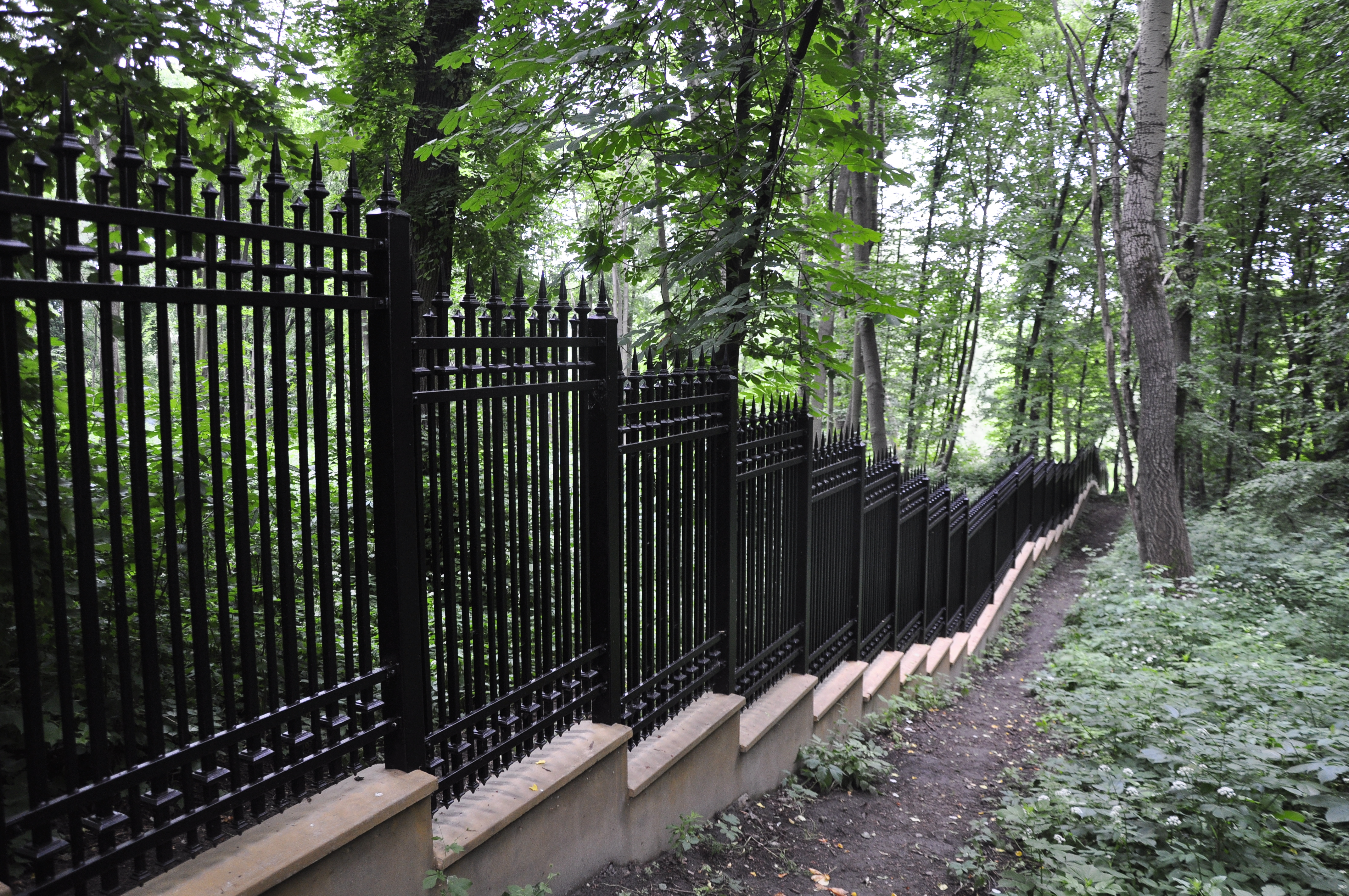
Der 2010 errichtete neue Parkzaun – hier am Weichselabhang (2011)

Der Brühl-Palast im heutigen Warschauer Stadtteil Młociny ist ein ländliches Schloss an der Weichselböschung. Es liegt etwa 15 Kilometer nördlich des Stadtzentrums, die Adresse lautet Ulica Muzealna 1. Der Palast wurde für Heinrich von Brühl errichtet und diente später auch seinem Sohn als Residenz. Es wurde zusammen mit dem umgebenden Park am 1. Juli 1965 unter Denkmalschutz (Nr. 646/1 bzw. 646/2) gestellt. Das Objekt befindet sich heute in privater Hand, wird nicht genutzt und ist stark sanierungsbedürftig.

## Geschichte
Der spätbarocke Palast war eine von mehreren Residenzen des sächsischen Ministers Heinrich von Brühl, der in Warschau einflussreichster Berater der sächsisch-polnischen Könige war. Das damals außerhalb Warschaus liegende Anwesen mit seinen umgebenden Wäldern wurde von Brühl als Wochenend- und Jagddomizil genutzt.

### Bau und Glanzzeit
Das Gebiet wurde 1748 von Brühl erworben. Das Schloss ließ der sächsische Premierminister in den Jahren 1752 bis 1758 von Johann Friedrich Knöbel nahe der Weichsel errichten. Da das Anwesen mit einem – ebenfalls von Knöbel geschaffenen – weitläufigen Park im französischen Stil umgeben war, wurde es mit Bezug auf das an der Weichsel südlich der Stadt liegende Schloss Wilanów bald als „Wilanów des Nordens“ bezeichnet. Der heute in Vergessenheit geratene Palast war in der zweiten Hälfte des 18. Jahrhunderts ein bekannter Ort großer Bälle und Jagden. In Gehegen wurden zur Jagd Bisons, Wildschweine, Rehe und Damwild gehalten. Auch gab es eine Fasanerie.
Nach seiner Hochzeit im Jahr 1760 bezog der Sohn Brühls, der Warschauer Starost Alois Friedrich von Brühl, das Gebäude mit seiner Frau Marianna Klementyna Potocka. 1781 wurde der Park von Johann Christian Schuch im englischen Landschaftsstil neu gestaltet und 1786 wurde der Palast von Szymon Bogumil Zug umgebaut. Zu dem Zeitpunkt entstanden auch verschiedene Pavillons im Park. Zu Zeiten der Brühls waren stets viele hochrangige Persönlichkeiten zu Gast im Anwesen, so auch die Könige August III von Sachsen und Stanislaw August Poniatowski. Neben vielen anderen Festlichkeiten wurde am 27. August 1765 im Brühl-Palast ein glanzvolles Bankett zum Jahrestag der Krönung von Stanislaus II gegeben und im Jahr 1768 hielt die Freimaurerloge hier ihr Mittsommerfest mit einem Feuerwerk ab.

### Die Zeit nach den Grafen Brühl
Wegen des Umzugs von Alois von Brühl auf seinen sächsischen Besitz Pförten wurde die Anlage 1790 an Michał Starzeński verkauft. Ab dem Jahr 1820 gehörte das Anwesen der aus dem Württembergischen stammenden Familie Poths. Aufgrund der hohen Unterhaltskosten für die Anlage sah sich die Familie 1876 gezwungen, den Palast an zwei Warschauer Unternehmer, Philanthropen und Gesellschafter einer Bank, Hipolit Wawelberg und Stanisław Rotwand, zu verkaufen. In den nächsten zwanzig Jahren diente der Palast den Eigentümerfamilien als Ferienort. 1891 starb das Familienmitglied Henryk Wawelberg im Palast.
Von 1896 bis 1906 wechselte der Palast mehrfach den Besitzer. Im Jahr 1898 kam es zu starken baulichen Veränderungen, die klassizistische Formen einfließen ließen. Die Dächer wurden neu gestaltet, zusätzliche Fenster und eine Gartenterrasse eingebaut. Der Park war im 19. Jahrhundert mehrfach umgestaltet und nicht erhalten worden. Anfang des 20. Jahrhunderts wurde er – vermutlich von Stanisław Rutkowski – neu geordnet.
Im Jahr 1906 wurde das Schloss in Młociny von drei Partnern erworben. Einer von ihnen war Antoni Stefan Grodzicki. Er starb im Jahr 1919 und sein Eigentum ging an seine beiden Kinder Irena Żeglińska und Stefan Kazimierz Grodzicki über. Unter ihnen wurde der Palast vermietet. Vermutlich ab dieser Zeit war hier ein Restaurant eingerichtet, das bis 1939 betrieben worden sein soll. Gäste kamen mit einem Boot an, das an einer eigenen Anlegestelle festmachen konnte.

### Nachkriegszeit
Während des Zweiten Weltkrieges wurde der Palast zerstört und in den Jahren 1947 bis 1949 wieder aufgebaut. In Folge war hier das Ethnologische Museum (damals noch Muzeum Kultur Ludowych genannt) untergebracht, bis es Anfang der 1960er ein neues Domizil erhielt. Bis in die 1990er Jahre verblieb der Palast im Besitz der Polnischen Akademie der Wissenschaften. Nachdem die Erben das Anwesen zurückerstattet bekommen hatten, verkauften sie es an Sławomir Tomaszewski, den Ehrenpräsidenten des österreichischen Forums „Polonia“. Der neue Eigentümer plante eine dringend notwendige Renovierung des Palastes in Verbindung mit der Errichtung von neun modernen Apartment-Gebäuden im Park. Der entsprechende Bauantrag wurde vom Bauamt zunächst genehmigt. Nachdem die Zeitung Rzeczpospolita die umstrittene Baugenehmigung Anfang des Jahres 2006 thematisiert hatte, wurde der genehmigende Beamte im Bauamt entlassen und die Genehmigung widerrufen. Weitere Gespräche mit dem Eigentümer lehnten sowohl Bauamt wie das Rathaus ab.

### Heute
Mitte des Jahres 2008 wurde der Palast an den Warschauer Rechtsanwalt Sylwester Gardocki (Sozius der Kanzlei „Gardocki i Partnerzy“) verkauft. Der neue Eigentümer plant, in dem Gebäude seinen Wohnsitz zu nehmen. Mitte 2009 ließ er zunächst einen stabilen Zaun um das rund 13.000 Quadratmeter große Anwesen errichten. Dieser Zaun umfasst auch den großen Schlosspark bis zum Fuße der Weichselböschung und durchschneidet den bislang hier verlaufenden Fahrrad- und Wanderweg. Besonders der Zugang zum sommerlichen Fährbetrieb nach Łomianki ist dadurch erschwert. Bislang wurde kein Bauantrag für eine Renovierung des Gebäudes eingereicht. Im Sommer 2010 wurden auf Geheiß der Stadt archäologische Grabungsarbeiten im Park vorgenommen.

## Architektur und Zustand
Das Gebäudeensemble besteht aus dem palastartigen Haupthaus und zwei seitlich davor sich gegenüber stehenden Nebengebäuden. Durch die Anordnung wird ein kleiner Ehrenhof gebildet. Die Gebäude wurden zeitgleich errichtet. Die drei Einheiten haben je einen rechteckigen Grundriss, der Palast ist mit Reliefs versehen. Die Gebäude sind gemauert, die Dachkonstruktionen jeweils aus Holz gefertigt. Das Blechdach des eingeschossigen Palastes ist nach vorne zu zwei seitlichen turmanmutenden Spitzdächern ausgearbeitet. Die Seitengebäude verfügen über Mansarddächer. Der Haupteingang besteht aus einem Portikus, der von sechs Säulen getragen wird. Das Tympanon enthält ein kronenbedecktes Wappen und ist außerdem mit Pflanzenreliefs verziert. Der Palast wird von einem – heute stark beschädigten – umlaufenden Fries geschmückt. Zum Weichselhang erstreckt sich eine halbrunde Terrasse. Der Hauptstrom der Weichsel ist etwa 200 Meter entfernt, je nach Wasserstandshöhe können sich aber auch bereits in 100 Metern Entfernung Seitenarme bilden.
Der Palast trägt zwei Jahresdaten: MDCCXLVII (1747, der angebliche Baubeginn) und MDCCCXCVIII (1898, das Datum des wesentlichen – klassizistischen – Umbaus). Der vordere Teil des Palastes ist teilweise restauriert, die der Weichsel zugewandte Rückseite ist dringend renovierungsbedürftig. Der Erhaltungszustand der beiden Seitengebäude ist durchschnittlich. Das linksstehende (südliche) Nebengebäude ist im Original erhalten (der spätbarocke Stil wird hier durch nachträglich eingefügte klassizistische Elemente unterbrochen), es ist etwas größer als das nördlich stehende Pendant, das im Krieg zerstört und in rein spätbarocker Form rekonstruiert wurde.

## Trivia
In einem Anfang der 1880er Jahre von Józef Ignacy Kraszewski verfassten historischen Roman (Der Gouverneur von Warschau) wird das Leben von Alois Friedrich von Brühl und seiner ersten Frau Marianna Klementyna Potocka im Palast geschildert.